# Alceste (Lully)
Alceste, ou Le triomphe d'Alcide è una tragédie en musique in un prologo e cinque atti di Jean-Baptiste Lully. Il libretto in lingua francese è di Philippe Quinault, liberamente tratto dall'Alcesti di Euripide. Fu rappresentata per la prima volta il 19 gennaio 1674 al Théâtre du Palais-Royal dall'Académie Royale de Musique (o Opéra)

## Storia
L'opera fu presentata per celebrare la vittoria di re Luigi XIV contro la Franca Contea e nel prologo figurano ninfe che desiderano il suo ritorno dalla battaglia. L'opera in sé riguarda Alceste, principessa di Iolco e regina di Tessaglia, che nel primo atto viene rapita da Licomede, re di Siro, con l'aiuto della sorella Teti, una ninfa marina; Eolo, il dio dei venti e altre forze soprannaturali. Nella battaglia per salvarla, Alcide (Ercole) è trionfante, ma il marito di Alceste, Admeto, subisce una ferita mortale. Apollo accetta di lasciare vivere Admeto se qualcuno morirà al suo posto. Alceste si accoltella per soddisfare questo requisito, ma viene salvata dagli Inferi da Alcide, che la ama. L'opera si conclude con una celebrazione del ritorno di Alceste dagli inferi e della nobile galanteria di Alcide nel restituirla al marito e rinunciare a qualsiasi pretesa nei suoi confronti.
Alceste è la seconda tragédie en musique di Lully, dopo Cadmus et Hermione. Essa fu ripresa a corte due volte nel 1677 e una terza nel 1678.

## Ruoli
| Ruolo                                    | Registro vocale            | Cast, 1678 (Direttore: – )                     |
| ---------------------------------------- | -------------------------- | ---------------------------------------------- |
| Ninfa della Senna                        | soprano                    | Mlle de Saint-Christophe (o Saint-Christophle) |
| La Gloria                                | soprano                    | Mlle de La Garde                               |
| Ninfa delle Tuileries                    | soprano                    | Mlle Rebel                                     |
| Ninfa della Marna                        | soprano                    | Mlle Ferdinand                                 |
| Alceste, Principessa di Iolcos           | soprano                    | Mlle de Saint-Christophe                       |
| Admeto, Re di Tessaglia                  | haute-contre               | Bernard Clédière                               |
| Alcide (Ercole), Eroe Greco              | baritono                   | Jean Gaye                                      |
| Licomede, Re di Sciro e fratello di Teti | basso                      | Godonesche                                     |
| Lychas, confidente di Alcide             | haute-contre               | Langeais                                       |
| Straton, confidente di Licomede          | basso                      | Antoine Morel                                  |
| Céphise, confidente di Alceste           | soprano                    | Mlle Beaucreux                                 |
| Cléante, cavaliere di Admeto             | tenore                     | Frizon                                         |
| Pherès, padre di Admeto                  | tenore                     | Gingan                                         |
| Caronte                                  | baritono                   | Antoine Morel                                  |
| Plutone                                  | basso                      | Godonesche                                     |
| Teti, una ninfa marina                   | soprano                    | Mlle des Fronteaux (o Desfronteaux)            |
| Apollo                                   | haute-contre               | Le Roy                                         |
| Proserpina                               | soprano                    | Mlle Bony                                      |
| Il fantasma di Alceste                   | ruolo silenzioso           |                                                |
| Aletto, una Furia                        | haute-contre (en travesti) | Le Roy                                         |
| Un fantasma respinto                     | soprano                    |                                                |
| Eolo, Re dei venti                       | baritono                   | Puvigny                                        |
| Diana                                    | soprano                    | Mlle Piesche                                   |
| Mercurio                                 | ruolo silenzioso           |                                                |

## Trama

### Prologo

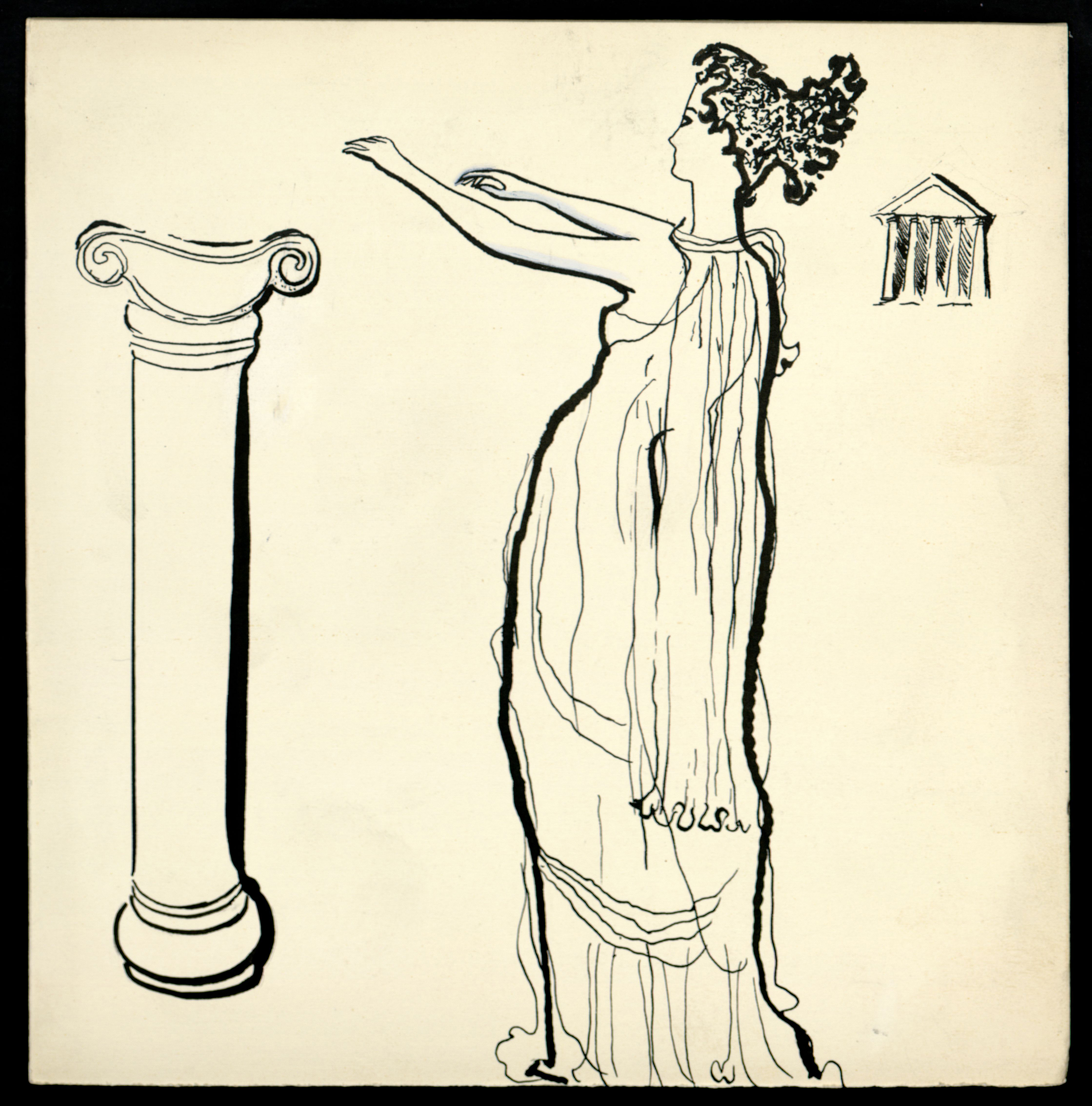
Disegno per copertina di libretto, disegno per Alceste (s.d.). Archivio Storico Ricordi

La Ninfa della Senna desidera il ritorno di Luigi XIV dalla battaglia. Un soprano le assicura che lui insegue la Gloria e che tornerà. Inizia una celebrazione delle divinità pastorali.

### Atto 1
La scena mostra un porto della Tessaglia dove vediamo una grande nave, addobbata e preparata per una festa, all'ancora accanto a diverse navi da guerra.
È prevista una grande festa per il matrimonio di Alceste e Admeto, il re di Tessaglia. Alcide, anche lui innamorato di Alceste, dice al suo confidente Lychas che preferirebbe non partecipare alle nozze, per non soffrire inutilmente. Lychas lo convince a restare fino al calar della notte, per non suscitare pettegolezzi.
Nella scena successiva, Lychas e Straton affermano che Céphise ha professato di amarli, ma nessuno dei due crede all'altro, ognuno pensando di essere il suo unico amante. Lychas poi lascia Straton con Céphise e li ascolta di nascosto. Céphise ammette la sua incostanza, ma non si scusa. Straton è indignato, essendo stato fedele a lei per due anni.
Lycomède entra e interrompe il dialogo tra Céphise e Straton. Anche Lycomède ama Alceste, ma sembra essere più in pace con il rifiuto di Alceste, impegnandosi anche a pianificare i festeggiamenti della giornata.
Successivamente, durante i festeggiamenti, Lycomède e Straton guidano Céphise e Alceste sulla nave di Lycomède, spiegando che questo fa parte dell'intrattenimento. Ma prima che Alcide e Admeto abbiano il tempo di salire a bordo, la passerella crolla in mare. La barca quindi parte e salpa per Siro con a bordo Céphise e Alceste. Viene rivelato che Lycomède, con l'aiuto di Straton, aveva complottato per rapire Alceste per vendicarsi di Admeto. I Tessalonicesi cercano di entrare nelle loro navi e dare la caccia, ma la dea Teti, la sorella di Lycomède, ordina ai venti del nord di creare una violenta tempesta in modo da proteggere il volo di suo fratello.
Ma presto interviene il dio Eolo. Calma la tempesta e invia i gentili venti dell'ovest ad allontanare i venti del nord, consentendo alle navi di Admeto di inseguire i traditori fino a Siro.

### Atto 2
Sull'isola di Siro. La scena mostra il capoluogo dell'isola.
A Siro Céphise è tenuta prigioniera da Straton e allo stesso modo Alceste è prigioniera di Lycomède.
Sperando di riconquistare la sua libertà, Céphise cerca di placare Straton promettendogli di essere fedele a lui. Scettico di questa promessa, Straton accetta di liberarla a condizione che lei lo sposi prima. Diffidente, Céphise gli dice che non lo sposerà finché non sarà libera.
Il dialogo è interrotto dall'arrivo di Licomede e Alceste. Alceste cerca di calmare la rabbia del suo rapitore spiegandole che nessuno può essere costretto ad amare e che non dovrebbe prendere sul personale il suo rifiuto. Ma niente funziona: furioso, disperato e spietato, Licomede non può essere persuaso a rinunciare alla sua vendetta.
Straton va quindi ad avvertire Licomede che le truppe nemiche, guidate da Admeto e Alcide, si stanno avvicinando alla città. Alceste cerca un'ultima volta di ragionare con Licomede e lo esorta ad arrendersi piuttosto che provocare inutili spargimenti di sangue. Ma il re, rifiutandosi di ascoltare le sue suppliche, la fa entrare nella città fortificata e si prepara per un assedio.
Grazie all'eroismo di Alcide e alla determinazione di Admeto, dopo una tumultuosa battaglia che distrugge le fortificazioni, la città viene finalmente presa e i difensori si arrendono o vengono fatti prigionieri.
Alceste e Céphise vengono liberate. Alcide riporta la principessa tra le braccia del padre di Admeto, Phérès, e vanno a cercare Admeto. Parte subito, per evitare di dover soffrire ancora vedendo la felicità di una giovane coppia.
Dopo la partenza di Alcide e Lychas, Alceste scopre a terra Admeto, ferito a morte da Licomede. Vedendo le lacrime della moglie, il re, molto indebolito e consapevole della sua situazione, dice ad Alceste di non piangere e le assicura che sarebbe stato felice di morire per lei.
Apollo entra in scena e annuncia al re che gli ha permesso di sfuggire alla morte, a condizione che qualcuno accetti di morire al suo posto. In questa prospettiva, le Arti appaiono e innalzano un monumento alla gloria della persona che si sarebbe sacrificata per Admeto

### Atto 3
La scena è quella di un grande monumento eretto dalle arti. Al centro c'è un altare vuoto che custodirà l'immagine della persona che sacrifica la propria vita per Admeto.
Alceste, in lacrime, chiede agli dei di non derubarla del marito, anche se Admeto sta morendo. Nessuno, per il momento, si è offerto di prendere il suo posto e ogni personaggio fornisce una buona ragione per cui non dovrebbe fare un simile sacrificio: Céphise dice che è troppo giovane per morire; Phérès dice che è troppo vecchio.
Alceste si ritira triste, capendo di non poter contare su nessun altro per salvare suo marito. Céphise la segue.
Cléante, un'amica del re, viene ad avvertire Phérès che Admeto ha solo pochi momenti in più da vivere. All'improvviso si ode un gioioso ritornello ed entra Admeto, miracolosamente guarito. Felice di essere sopravvissuto e di poter asciugare presto le lacrime della sua amata moglie, chiede agli dei di rivelargli l'immagine della persona che ha dato la vita per lui.
Le tende dell'altare si aprono, rivelando l'immagine di Alceste che si accoltella, mentre Céphise annuncia che la principessa è appena morta, sacrificandosi per colui che amava.
Sopraffatto dalla tristezza, Admeto cade tra le braccia del suo seguito. Un gruppo di uomini tristi e un altro di donne che portano fiori e tutti gli ornamenti che avevano adornato Alceste, entrano e tengono una cerimonia funebre. Un dolore isterico si impadronisce della folla: alcuni si strappano le vesti, altri si strappano i capelli e ognuno spezza, ai piedi dell'immagine di Alceste, gli ornamenti che porta.
In questo momento entra Alcide. Incuriosito dai lamenti e dalla cerimonia funebre, ha ritardato la sua partenza. Immediatamente informato della situazione, parla con Admeto e si offre di andare a cercare Alceste nell'Ade, ma a condizione che, quando torna con lei, diventi sua moglie. Senza esitazione, il re accetta di rinunciare al suo amore per lei e sollecita Alcide a strappare Alceste dalle fauci della morte.
La luna apparaît: son globe s'ouvre et fait voir Diane sur un nuage brillant. Celle-ci annonce que les dieux, émus par un si beau project, ont décidé d'aider Alcide en lui ouvrant un nouveau crossing pour accéder aux Enfers. Mercure vient en volant frapper la terre de son caducée: le pass s'ouvre et Alcide y descend.
Appare la luna. La sua faccia si apre e mostra Diana su una nuvola splendente. Annuncia che gli dei, mossi da un'idea così bella, hanno deciso di aiutare Alcide aprendogli un nuovo passaggio nell'Ade. Mercurio vola giù per colpire il suolo con il suo caduceo. Il passaggio si apre e Alcide vi scende.

### Atto 4
La scena mostra il fiume Acheronte e le sue sponde cupe. Alcuni fantasmi stanno aspettando Caronte. Arriva remando nella sua barca.
Caronte porta nella sua barca quei fantasmi che possono pagarlo e li traghetta attraverso l'Acheronte. Senza scrupoli né pietà, scaccia le anime che non possono pagare.
Alcide entra in scena e salta sulla barca mentre Caronte scaccia i fantasmi. Ignorando le proteste e le minacce del traghettatore, gli ordina di portarlo da Plutone senza ulteriori discussioni.

La scena cambia. Ora mostra il palazzo di Plutone. Plutone è seduto sul suo trono. Proserpina, i seguaci di Plutone e il fantasma di Alceste sono intorno a lui.
Plutone e Proserpina danno il benvenuto al fantasma di Alceste e organizzano una festa in suo onore. Ma Alecton entra in gran fretta, interrompe i festeggiamenti e informa Plutone che Alcide è sceso per attaccare Ade.
Plutone rilascia Cerbero per bloccare il percorso di Alcide, ma Alcide sottomette rapidamente il guardiano degli Inferi e lo mette in catene. Plutone, quindi, ammette la sconfitta. Ma Alcide lo rassicura: non era venuto per conquistare il Regno dei Morti, ma semplicemente per cercare Alceste.
Touchée par la sincérité de son amour, Proserpine insiste auprès de son époux afin de soutenir le projet d'Alcide. Ému à son tour, Pluton accepte de laisser Alcide et Alceste partir tous les deux. De plus, pour facilititer leur retour, le dieu des Enfers met son propre char et sa propre escorte à leur disposition: Alcide et l'ombre d'Alceste se placent alors sur le char de Pluton qui les Englève sous la conduite d'une troupe volante de la suite de Pluton.
Toccata dalla sincerità del suo amore, Proserpina insiste con il marito affinché sostenga la ricerca di Alcide. Convinto da ciò, Plutone accetta di lasciare che sia Alcide che Alceste se ne vadano. Per aiutare il loro ritorno, Plutone mette a loro disposizione il suo carro e la sua scorta. Il fantasma di Alcide e Aleste salgono sul carro di Plutone, che vola scortato da una truppa volante di seguaci di Plutone.

### Atto 5

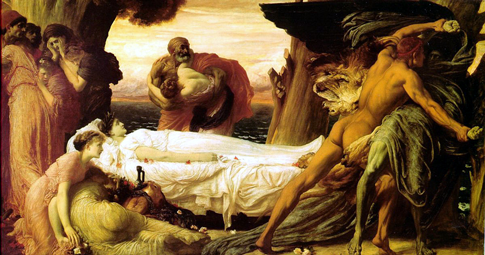
Ercole combatte la Morte per salvare Alcesti. Dipinto di Frederic Lord Leighton (1869-71)

La scena contiene un arco trionfale tra due anfiteatri, dove si può vedere una moltitudine di diversi popoli greci riuniti per ricevere Alcide nel suo trionfo dagli Inferi.
Tra le persone riunite per accogliere Alcide c'è Admeto, che gioisce al pensiero di rivedere Alceste in vita. Eppure ricorda il suo accordo con Alcide. Alceste ritroverà la sua vita, ma la sua vita non sarà più dedicata a lui. Admeto soffoca questi rimpianti, dicendosi che vedere Alceste viva è la cosa più importante. Impedendosi di dispiacersi per se stesso, si ricompone e si unisce alla folla festante per poter celebrare liberamente il trionfo di Alcide.
In occasione dei festeggiamenti, Lychas ha deciso di liberare Straton (incatenato dalla fine del secondo atto) e di far pace con lui. Vedendo arrivare Céphise, entrambi le chiedono di scegliere quale di loro desidera avere per il suo futuro marito. Ma la ragazza rifiuta di scegliere e li informa che non ha intenzione di sposarsi. I due corteggiatori sembrano accettare questo e tutti e tre partecipano alla celebrazione.
Entrano Alcide e Alceste. Alcide accusa Alceste di avere occhi solo per Admeto e le ricorda che, nonostante questo, è sua. Alceste gli assicura che non ha intenzione di tradire gli impegni di Admeto, ma aggiunge che era impossibile riportare in vita la sua vita senza riportare anche i suoi sentimenti.
Alceste e Admeto si salutano in modo toccante, perché per loro il dovere deve essere più forte dell'amore.
Adméte se retire et Alceste offre un main à Alcide. Mais ce dernier, ému par la profondeur de leurs sentiments, arrête Admète et lui cède la main qu'Alceste lui présente. C'est ainsi que le héros Alcide, après avoir triomphé des monstres, des tyrans et des Enfers, apprend à «triompher de lui-même».
Admeto se ne va e Alceste offre la sua mano in sposa ad Alcide. Ma Alcide, commosso dalla profondità dei loro sentimenti, la ferma e rifiuta la sua offerta. Così Alcide, avendo trionfato sui mostri degli Inferi, trionfa finalmente su se stesso.

## Incisioni
- Direttore Jean-Claude Malgoire; cast: Felicity Palmer (Alceste), Bruce Brewer (Admète), Max van Egmond (Alcide), François Loup (Caron e Licomède) — 1974 studio di registrazione di CBS
- Direttore Jean-Claude Malgoire; cast: Colette Alliot-Lugaz (Alceste), Howard Crook (Admète), Jean-Philippe Lafont (Alcide), Gregory Reinhart (Caron), François Loup (Licomède); cast di supporto: Veronique Gens, Jean-François Gardeil, Olivier Lallouette, Gilles Ragon e Sophie-Marin Degor; coro e orchestra: La Grande Écurie e La Chambre du Roy — live in Paris, 4-8 gennaio 1992, Disques Montaigne (in seguito pubblicato su Astrée Auvidis)
- Direttore Christophe Rousset; cast: van Wanroij (Alceste), González Toro (Admète), Crossley-Mercer (Alcide), Williams (Caron and Licomède); Choeur de Chambre de Namur; Les Talens Lyriques — 13–16 luglio 2017, studio di registrazione di Aparté, nominato ai Grammy